# Maria de Hessen-Darmstadt

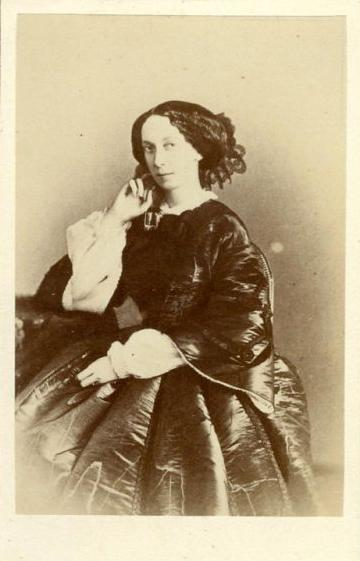
La princesa Maria de Hessen-Darmstadt, tsarina de Rússia

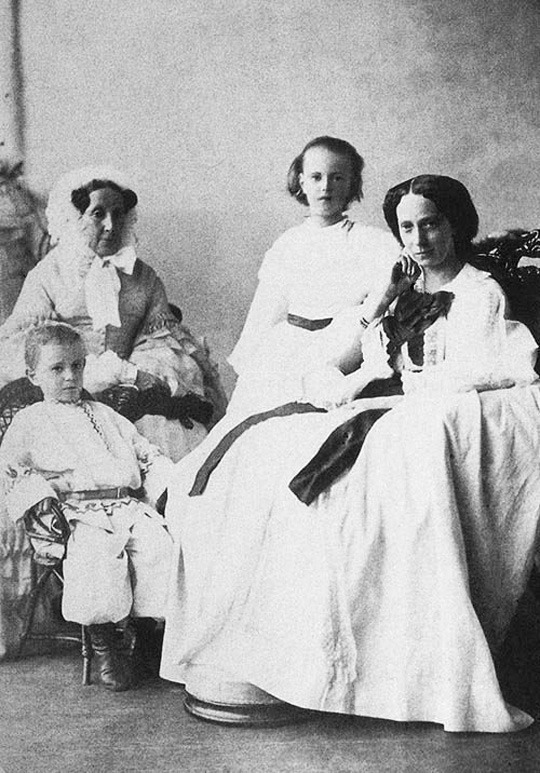
L'emperadriu Maria Aleksàndrovna de Rússia amb els seus fills Maria i Serguei, 1861

Maria de Hessen-Darmstadt (Darmstadt 1824 - Sant Petersburg 1880). Filla del gran duc Lluís II de Hessen-Darmstadt i de la princesa Guillemina de Baden. La seva paternitat és posada en dubte i s'atribueix al baró Auguste Senarclens de Grancy.
L'any 1838 el tsarévitx, el futur tsar Alexandre II de Rússia visità les diferents corts europees a la recerca d'una promesa, en visitar Darmstadt quedà enamorat de la princesa Maria, i s'hi comprometé malgrat l'oposició inicial de la seva mare la princesa Carlota de Prússia. La parella tingué vuit fills:
- SAI la gran duquessa Alexandra de Rússia, nascuda a Sant Petersburg el 1842 i morta el 1849

- SAI el gran duc Nicolau de Rússia, nat el 1843 a Tsàrskoie Seló i mort el 1865 a Niça

- SM el tsar Alexandre III de Rússia, nat a Sant Petersburg el 1845 i mort a Livàdia a Crimea el 1894. Es casà el 1865 amb la princesa Dagmar de Dinamarca.

- SAI la gran duquessa Maria de Rússia, nascuda el 1853 a Tsàrskoie Seló i morta el 1920 a Zúric. Es casà amb el príncep britànic Alfred del Regne Unit.

- SAI el gran duc Vladímir de Rússia, nat el 1847 i mort el 1909 a Sant Petersburg. Es casà amb la princesa Maria de Mecklenburg-Schwerin.

- SAI el gran duc Aleix de Rússia. nat a Sant Petersburg el 1850 i mort a París el 1908. Es casà amb la comtessa Aleksandra Vassílievna Júkovskaia.

- SAI el gran duc Sergi de Rússia, nat el 1857 a Tsàrskoie Seló i assassinat a Moscou el 1905. Es casà amb la princesa Elisabet de Hessen-Darmstadt.

- SAI el gran duc Pau de Rússia, nat el 1860 a Tsàrskoie Seló i executat a la fortalesa de Sant Pere i Sant Pau de Sant Petersburg el 1919. Es casà en primeres núpcies amb la princesa Alexandra de Grècia. I en segones núpcies amb Olga Valeriànovna Karnóvitx, investida princesa Palei el 1915 per Nicolau II.

El seu caràcter malaltís, la forta personalitat del seu espòs i les seves contínues amants feren de Maria una persona sense gaire responsabilitats ni cap paper a les corts tsaristes. Morí el 22 de maig de 1880 a conseqüència de la tuberculosi que patia.